# Ștefan Dimitriu
Ștefan Dimitriu (n. 21 mai 1938, Ibănești, Tutova, România) este un scriitor, jurnalist și compozitor român.

## Biografie
Scriitorul Ștefan Dimitriu s-a născut la 21 mai 1938, în comuna Ibănești, județul Tutova (azi, Vaslui), în familia învățătorilor Atena și Ștefan Dimitriu, care au mai avut încă doi copii – Olguța (1936-2020) și Dan (1944-2008). Iată cum își povestește el însuși primii ani de viață, într-un interviu  din Bucureștiul literar și artistic: „Am deschis ochii în atmosfera războinică din preajma celui de Al Doilea Război Mondial, resimțită de mine cu atât mai mult, cu cât satul nostru era situat foarte aproape de Prut. În plus, tatăl meu, ofițer în rezervă, mă lua adeseori alături de el, pe șeaua calului, la exercițiile premilitare cu tinerii din comună. [...] Dar într-una din zile (iunie, 1941), tata a plecat la război, deocamdată pentru recuperarea Basarabiei, iar în martie 1944, când frontul – întors de la Stalingrad – ajunsese iar foarte aproape de Prut, mama și noi, copiii, inclusiv cel încă nenăscut, ne-am refugiat la Ploiești, la o soră de-a ei. Acolo am trăit ororile groaznicelor bombardamente anglo-americane, ca și năvala hoardelor sovietice, întorcându-ne apoi acasă într-un vagon de marfă, în toamna târzie a aceluiași an, cu un membru de familie în plus." La Ploiești, ajunge împreună cu familia în noiembrie 1952 și sunt găzduiți în casa surorii și cumnatului mamei, Marieta și Valeriu Haret, îngeri căzuți și ei – ea, fostă prietenă și colegă de facultate cu Mircea Eliade, el, inginer de mare prestigiu, fost acționar principal și director general al Căilor Ferate Ploiești-Văleni și proprietar al unor bogate câmpuri de sonde petroliere. Între timp, tatăl fusese eliberat din detenția pe care o executase la Canal, în punctul de lucru Poarta Albă.
În ciuda greutăților de tot felul pe care le va avea de îndurat, tânărul Ștefan Dimitriu va găsi aici un climat favorabil dezvoltării sale umane și intelectuale – înainte de toate, prin lăzile cu cărți depozitate astfel, pentru a nu atrage atenția asupra multora dintre ele, strict interzise de cenzorii vremii, pe care el le va devora pur și simplu, după cum mărturisește mai târziu, dar și prin tutela mătușii sale, care-i va călăuzi cu pasiune și devotament pașii în viață, atunci când părinții săi vor fi reintegrați în învățământ, tot într-un sat din Moldova, și el va rămâne pentru mulți ani în seama ei, în casa de pe Strada Poștei, numărul fără întoarcere, așa cum scriitorul o va localiza, cu nostalgie amară, în romanul său autobiografic.
Nefiind primit la liceul de zi, adolescentul Ștefan Dimitriu își caută de lucru, nimerind pentru câteva luni în atelierul unei cooperative de croitorie, condusă de Nicolae (Călae) Stănescu, tatăl viitorului poet Nichita Stănescu, care-l invită la un moment dat la masă, în familia sa. Dar cum astfel de munci, considerate „călduțe” pentru reeducarea unui tânăr cu origine socială „nesănătoasă”, nu erau admise pentru înscrierea la cursurile unui liceu seral, este nevoit să-și schimbe locul de muncă, ajungând, tot prin relații de familie, în Șantierul Blocului de Ulei Teleajen, unde îndeplinește timp de doi ani funcția de muncitor topograf.
Astfel, în vara anului 1955, obține diploma de bacalaureat, numită la acea vreme Diplomă de maturitate. Dar, din cauza originii sale sociale, mulți ani de aici încolo nu va fi admis la facultate. În această situație, pentru a se întreține, practică mai multe îndeletniciri: muncitor la un laborator de betoane, muncitor la un mic-gros de papetărie, redactor la ziarul local Flamura Prahovei, redactor la Ora radiofonică locală, metodist la Biblioteca Județeană Nicolae Iorga, urmând pentru un an și cursurile Școlii populare de artă (vioara), participând la ședințele Cenaclului Literar I.L.Caragiale și colaborând în tot acest timp cu Casa regională a creației populare.
Tot în această perioadă, debutează ca poet, mai întâi (1957) în pagina literară a ziarului Flamura Prahovei, apoi în revista Luceafărul, la rubrica de consacrare a tinerilor aspiranți la gloria literară Steaua fără nume, inițiată de Mihu Dragomir.
Între timp, în perioada decembrie 1958 / decembrie 1960, își satisface stagiul militar în cadrul Comandamentului pentru Apărarea Antiaeriană a Teritoriului (CAAT), încorporat mai întâi la o unitate militară de transmisiuni de lângă Timișoara și transferat apoi la București, în redacția ziarului de armă De veghe.
În vara anului 1962, când se ridică așa-zisul embargou de clasă, este admis ca student la cursurile de zi ale Facultății de filologie din București, pe care le absolvă cu diplomă de licență în vara anului 1967.

### Repere profesionale

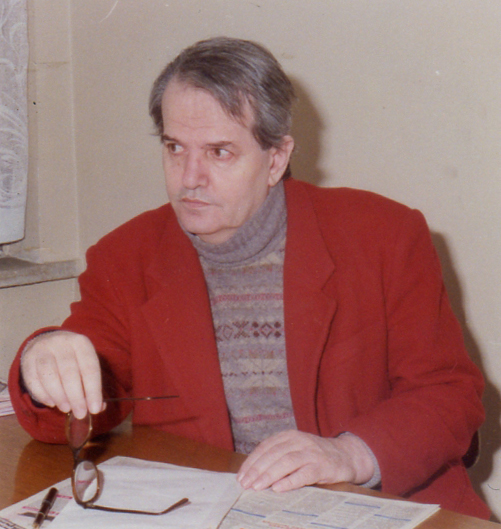
Ștefan Dimitriu în biroul de la TVR, București, 1998

- 1 septembrie 1967-31 iulie 2003: angajat al (Radio) Televiziunii Române, ocupând, succesiv, funcțiile de reporter, redactor, realizator, redactor-șef, director de departament și membru în Consiliul de Administrație al TVR, și apoi, până în vara anului 2007, continuă să lucreze în TVR în calitate de colaborator.[3]
- Între 1990-1993, în paralel cu slujba la Televiziunea Română, este redactor-șef la săptămânalul și apoi la Editura "Românul"
- Membru al Uniunii Scriitorilor, din 1978[3]; membru al Uniunii Ziariștilor din România, din 1981; membru al Federației Internaționale a Arhivelor de Televiziune (FIAT/IFTA), din 1995[3]
- De-a lungul anilor, publică în revistele Luceafărul, România literară, Tribuna, Viața Românească, Contemporanul, Viața Studențească, Evenimentul, Zig-Zag, Terra Magazin, Pro Saeculum, Argeșul etc.
- Înființează Editura "Românul" (1990-1993), unde, printre altele, au văzut lumina tiparului volumele : "Argotice" (o culegere de poezii inedite) de Nichita Stănescu, cu o prefață de Doina Ciurea, "Dragostea nu moare", un roman de Maitreyi Devi, tradus pentru prima oară în limba română, "Nouăsprezece trandafiri", un roman de Mircea Eliade, publicat pentru prima oară în România.[4]
- Debutul literar absolut: poezia Cântec de toamnă, publicată în ziarul "Flamura Prahovei", în 1957; adevăratul debut literar se va produce în anul 1962, în revista "Luceafărul", cu un grupaj de versuri publicat la rubrica, celebră în epocă, "Steaua fără nume".

## Opera literară, filmografică și muzicală

### Cărți
- Drumuri ca-n palmă – proză scurtă (Editura Eminescu, 1971)
- Trapez – roman (Editura Eminescu, 1972; eLiteratura, 2017)
- Țara lui Skanderbeg – note de călătorie în Albania (Editura Sport-Turism, 1973, cu o postfață de Victor Eftimiu)
- Dealuri la Prut – evocări literare ale locurilor natale (Editura Eminescu, 1977)
- Tinerețea lui Bogdan Irava – roman (Editura Cartea Românească, 1987; eLiteratura, 2017 – sub numele „Întrebările Sfinxului”)
- Turnul nebunilor – roman (Editura Evenimentul, 1993; eLiteratura 2017)
- Steaua păguboșilor – antologie de teatru (Editura C.D. PRESS, 2003 – cu o prefață de Romul Munteanu)
- Lasă zilei scârba ei – roman (Editura Vremea, 2009; eLiteratura, 2015)
- Pace ție, cititorule! – jurnal (eLiteratura, 2014)
- Tibidam-tibidum – jurnal vesel de călătorie (eLiteratura, 2015)
- Mandarinul valah Petre Pandrea – eseu critic (eLiteratura, 2016)
- Cuvântul ca un fruct oprit – poeme (eLiteratura, 2016)
- Strada Poștei, numărul fără întoarcere – roman autobiografic (eLiteratura, 2017)
- Anacronice – versuri (eLiteratura, 2017)
- Aiurea-n tramvai – scenarii de film (eLiteratura, 2017)
- Provocările timpului – cronici, interviuri, opinii (eLiteratura, 2017)
- Și cățeii scriu versuri – carte pentru copii (eLiteratura, 2018)
- Un suspin în Marea Sarmatică – teatru (eLiteratura, 2019)
- Sămânța și lutul – roman (eLiteratura, 2020)
- Sinceritas – un cine-verité jurnalier (eLiteratura, 2021)

### Creații teatrale
- Când ai s-o cunoști pe Luiza, jucată în premieră în anul 1988, la sala "Odeon", în cadrul Cenaclului de dramaturgie al revistei "Teatrul", în interpretarea actorilor Costel Gheorghiu, Iuliana Ciugulea și Bogdan Stanoevici, conduși de regizorul Tudor Mărăscu;  în același an, piesa este publicată în revista "Teatrul" nr.6. În volumul "Steaua păguboșilor", apare cu numele Cumpăr dog arlechin
- Întâlniri în Marea Sarmatică, în regia lui Silviu Jicman (Teatrul Național Radio – 1987)
- Stilul smuls, în regia lui Eugen Todoran, cu Mircea Diaconu și Diana Lupescu (Teatrul Național de Televiziune – 1995)
- Cumpăr dog arlechin, în regia lui Dan Puican, cu Radu Beligan în rolul principal (Teatrul Național Radio – 1997); în regia lui Dinu Cernescu, cu Ion Lucian în rolul principal (Teatrul Național de Televiziune – 1998)
- Gagas sau perioada de înjumătățire – monodramă (Inclusă în repertoriul Teatrului Național „I.L.Caragiale” din București pentru stagiunea 2002 (cu Valentin Uritescu – protagonist, și Grigore Gonța – regizor), și scoasă în faza de începerea repetițiilor de noul director Dinu Săraru.
- Clienți pentru separeu – farsă electorală

### Traduceri din literatura universală
- Dragostea nu moare – roman de Maitreyi Devi (în colaborare cu Theodor Handoca – Editura Românul, 1993)
- Freud: viața, omul, opera de Fr. Wittel (Editura Gramar, 1994)
- Mierea târzie – poeme de Evgheni Evtușenko  (Editura CD PRESS, 2006)
- Să nu mori înainte de moarte – roman de Evgheni Evtușenko (Editura CD PRESS, 2007)
- Porumbelul din Santiago și alte poeme – antologie masivă din creația poetică a lui Evgheni Evtușenko, carte supraintitulată, la sugestia poetului rus, Evgheni Evtușenko pe limba lui Ștefan Dimitriu (Editura Vremea, 2013/eLiteratura 2017)

### Ediții critice
- Zilele și nopțile unui student întârziat de Gib. I. Mihăescu (Editura Gramar, 1996, cu o prefață de Al I. Piru)

### Scenarii de film realizate în opere cinematografice
- Zăpadă fierbinte, scurtmetraj artistic, regia Vali Holtea, TVR CINEMA 1999 (Premiul "Măslina de Aur" la Festivalul Internațional de la Sarajevo, 2000, nominalizat în același an la Festivalul de film de la Biarritz)
- Exerciții de libertate, documentar artistic, TVR CINEMA 2000 (Premiul Federației Internaționale a Arhivelor de Televiziune, Londra 2001; Nimfa de Argint la Festivalul Filmului de la Monte Carlo 2002), regie proprie
- Løvendal - baronul picturii românești, documentar artistic (TVR CINEMA, 2002), regie proprie
- În căutarea lui Bacovia, documentar artistic (TVR CINEMA, 2002), regie proprie
- Nichita sau fețele diamantului, documentar artistic (TVR CINEMA, 2003 – PREMIUL FESTIVALULUI INTERNAȚIONAL DE POEZIE NICHITA STĂNESCU, Ploiești, 2003), regie proprie
- Drogurile - filiera română, documentar în serial (TVR CINEMA, 2003), regie proprie
- Întâmplări din revoluție, documentar de arhivă (TVR Teatru-Film, 2003), regie proprie
- Arhipelagul București – Strada Berthelot, documentar artistic (TVR Teatru-Film, 2004), regie proprie
- Mapa specială (Culoarele puterii), documentar de arhivă, în 16 episoade, despre “Epoca Nicolae Ceaușescu” (TVR Teatru-Film, 2004), regie proprie

### Creații muzicale
- Tango absurd, Ultimul bal, Mi-i dor de voi, O dimineață, Harababura, Fericirea – interpretate de Alin Stoica, prim-tenor al Operei Române din București
- Fete cuminți, Ninge, Rusoaica – interpretate de Marius Flavian, laureat al Festivalului „Aurelian Andreescu” Mamaia
- Clepsidra, romanță – interpretată de Daniel Trifu, solist al formației Târgoveții de altădată
- Te uită, cocorii... – interpretat de Beti Stroe, solistă a formației Etnic
- Ai fost odată, Ursita, Trenul din vis, În larg, Cum ești tu, Să ne-mbătăm cu amintiri – interpretate de autor

## Premii

### Literare
- 2010: Premiul de excelență al Clubului de Proză al Uniunii Scriitorilor pentru romanul Lasă zilei scârba ei [5]
- 2016: Premiul Uniunii Scriitorilor din România, Secția de proză a Filialei București, pentru Tibidam-tibidum – jurnal vesel de călătorie
- 2022: Premiul „Vasile Voiculescu” decernat de Fundația Alexandru Marghiloman pentru volumul Sinceritas[6]
- 2023: Premiul „Opera Omnia” decernat de Uniunea Scriitorilor din România, Secția de proză a Filialei București

### TV
- Premiul Federației Internaționale a Arhivelor de Televiziune (Londra, 2001), pentru documentarul Exerciții de libertate dedicat Revoluției Române[4]
- Premiul Nimfa de argint (Monte Carlo, 2002), pentru același documentar[7]
- Premiul Festivalului Internațional de Poezie „Nichita Stănescu” (Ploiești, 2003), pentru documentarul artistic Nichita sau fețele diamantului[7]